# The Party's Over (album de Talk Talk)
Pour les articles homonymes, voir The Party's Over.
Albums de Talk Talk
It's My Life
(1984)
Singles
1. Mirror Man
Sortie : février 1982
2. Talk Talk
Sortie : mars 1982
3. Today
Sortie : juin 1982
4. Talk Talk
Sortie : septembre 1982
5. Another Word
Sortie : novembre 1982

The Party's Over est le premier album du groupe britannique Talk Talk. Il est sorti en juin 1982 sur le label EMI.
Cinq singles en ont été tirés : Mirror Man, Talk Talk (édité deux fois), Today et Another Word.

## Titres
| 1. | Talk Talk        | Ed Hollis, Mark Hollis                            | 3:23 |
| 2. | It's So Serious  | Simon Brenner, Lee Harris, Mark Hollis, Paul Webb | 3:21 |
| 3. | Today            | Simon Brenner, Lee Harris, Mark Hollis, Paul Webb | 3:30 |
| 4. | The Party's Over | Simon Brenner, Lee Harris, Mark Hollis, Paul Webb | 6:12 |

| 5. | Hate                     | Simon Brenner, Lee Harris, Mark Hollis, Paul Webb | 3:58 |
| 6. | Have You Heard the News? | Mark Hollis                                       | 5:07 |
| 7. | Mirror Man               | Mark Hollis                                       | 3:21 |
| 8. | Another Word             | Paul Webb                                         | 3:14 |
| 9. | Candy                    | Mark Hollis                                       | 4:41 |

## Musiciens
- Mark Hollis : chant
- Simon Brenner : claviers
- Paul Webb : basse
- Lee Harris : batterie

## Classements
| Classement                    | Meilleure position |
| ----------------------------- | ------------------ |
| États-Unis (Billboard 200)    | 132                |
| Royaume-Uni (UK Albums Chart) | 21                 |